# Plesiochronous Digital Hierarchy
Plezjochroniczna hierarchia cyfrowa (ang. Plesiochronous Digital Hierarchy, PDH) − technologia używana w sieciach telekomunikacyjnych. Termin plesiochronous pochodzi z greki (plesio − prawie, chronos − czas). Oznacza to, że elementy sieci PDH są ze sobą zsynchronizowane, ale nieidealnie, gdyż każdy z elementów sieci posiada swój zegar. System PDH oparty jest na modulacji impulsowo-kodowej (PCM). Pojedynczy kanał ma przepływność 64 kb/s (8 × 8 kHz = 64 kb/s), co pozwala na przesyłanie jednej nieskompresowanej rozmowy telefonicznej. Systemy PDH przy multipleksacji wykorzystują zwielokrotnienie z podziałem czasu TDM (ang. Time Division Multiplexing). Zwielokrotnienie sygnału następuje w kolejnych poziomach wykorzystując dopełnienie impulsowe.

## Różnice w systemach PDH
Systemy PDH w Europie, Japonii i Ameryce różnią się między sobą.
| Stopień zwielokrotnienia | Ameryka | Ameryka | Europa | Europa | Japonia | Japonia |
| Stopień zwielokrotnienia | kbit/s  | Nazwa   | kbit/s | Nazwa  | kbit/s  | Nazwa   |
| ------------------------ | ------- | ------- | ------ | ------ | ------- | ------- |
| 1                        | 1544    | (T1)    | 2048   | (E1)   | 1544    | (J1)    |
| 2                        | 6312    | (T2)    | 8448   | (E2)   | 6312    | (J2)    |
| 3                        | 44736   | (T3)    | 34368  | (E3)   | 32064   | (J3)    |
| 4                        | 274176  | (T4)    | 139264 | (E4)   | 97728   | (J4)    |
| 5                        |         |         | 564992 | (E5)   | 397200  | (J5)    |
W systemie amerykańskim i japońskim multipleksuje się jednocześnie 24 kanały (jedna ramka 192+1bitów). Wymaga to pasma 1,544 Mb/s. W systemie amerykańskim stosuje się cztery stopnie zwielokrotnienia:
Jednak T4 nie jest powszechnie stosowany z powodu braku jednolitego standardu złącz optycznych. W systemie japońskim stosuje się pięć stopni zwielokrotnienia:
W wersji europejskiej multipleksuje się jednocześnie 32 kanały (jedna ramka 256 bitów), z których 2 pełnią funkcje sterujące i synchronizacyjne, a 30 kanałów jest użytecznych dla odbiorcy. Pasmo wynosi wówczas 2,048 Mb/s.
W systemie europejskim występuje pięć stopni zwielokrotnienia na kolejnych poziomach multipleksacji, które przedstawia poniższy rysunek. Krotność zwielokrotnienia pomiędzy muliplekserami to 4 w systemie europejskim i 4, 6 lub 7 w systemie amerykańskim. Ponadto w celu dopasowania poszczególnych sygnałów zbiorczych stosuje się dopełnienie dodatnie, co związane jest z brakiem synchronizacji pomiędzy poszczególnymi multiplekserami:
Przy czym E5 jest rzadko wykorzystywany z powodu braku jednolitego standardu.
Ze względów historycznych systemy o przepływności do 2 Mb/s (pierwszy stopień zwielokrotnienia) są często nazywane systemami PCM, ze względu na to, że były to pierwsze systemy cyfrowe oparte na modulacji PCM, a nazwę PDH zaczęto używać dopiero dla systemów o wyższym stopniu zwielokrotnienia.

## Właściwości i wady systemów PDH
- w porównaniu do nowszych technologii mała przepływność sygnału liniowego,
- zawodność systemów PDH,
- energochłonność,
- konieczność stosowania hierarchii demultiplekserów, kiedy chcemy wydzielić pojedynczy sygnał E1 z E4,
- brak standaryzacji ostatnich stopni zwielokrotniania (E5, T4),
- trzy różne standardy PDH na świecie (Europa, Ameryka, Japonia).

## Przyszłość
Nowe systemy plezjochroniczne nie są już instalowane. Zostały wyparte przez nowsze systemy SDH.